# 孤独と逆襲EP
「孤独と逆襲EP」（こどくとぎゃくしゅうEP）は、2017年3月15日にYOU'LL RECORDSから発売されたゆるめるモ!の4枚目のシングル。

## 概要
シングルとしては配信限定の「アントニオ」から約9ヶ月ぶり、CD作品としてはミニアルバム「WE ARE A ROCK FESTIVAL」から8ヶ月ぶりとなるシングル。新曲2曲に加え、各曲のインストゥルメンタルを収録。また、初回限定盤には2016年10月24日に恵比寿リキッドルームで開催された「WE ARE A ROCK FESTIVAL TOUR FINAL -RETURN TO ZERO-」から5曲を収録したライブDVDが付属している。
本作ではメンバーが楽曲やアートワークのディレクションに大々的に関わっており、メンバー自身が今現在伝えたいことが全面的に押し出された作品となっている。CD収録曲だけでなく、後述する初回限定盤DVDの収録曲についても本作リリース時点でのライブ定番曲がセレクトされた。
なお、初回生産分はCDケース裏面の収録曲「震えて甦れ」の表記が通常盤・初回限定盤共に「震えて蘇れ」となっているが、誤植である。

## 収録曲

### CD収録曲
1. 震えて甦れ
[作詞：小林愛/作曲：田家大知・ハシダカズマ(箱庭の室内楽)/編曲：ハシダカズマ(箱庭の室内楽)]
The Dillinger Escape Planを意識した転調の多いプログレッシブ・ロックナンバー。変拍子が多用されているほか、「Only You」同様、上野翔(毛玉、箱庭の室内楽)によるフィードバックノイズがアレンジに加えられている。
発売に先駆け2017年2月15日にLINE LIVEで音源を初公開、さらに同日新宿BLAZEで開催された「TOKIO RIOT 2017」にて初披露され、公演終了後にはレコーディングの模様を交え終盤の歌詞をフィーチャーしたティザー映像が公開された[2]。
発売直前の3月12日にはMVが公開されている。監督は加藤マニ[3]。
2. 孤独な獣
[作詞：小林愛/作曲・編曲：ハシダカズマ(箱庭の室内楽)]
Pixiesを意識して制作された楽曲。ハシダの編曲楽曲は箱庭の室内楽を中心としたバンドメンバーで録音するか、ギターのみ生でそれ以外は打ち込みというパターンが多いが、この楽曲は打ち込み主体ながらギターだけでなくベースもハシダによる生音となっている。
2017年2月18日に沖縄県石垣島で開催された「Spring Trippin' Ishigaki」で初披露された楽曲で、同日昼のLINE LIVEでは音源が公開された。
3月10日には本作のティザー映像の第2弾が公開されており、サビのみではあるが上述のイベントで石垣島を訪れた際に撮影された同曲のMVとなっている。
3. 震えて甦れ(Instrumental)
4. 孤独な獣(Instrumental)

### Special LIVE DVD「WE ARE A ROCK FESTIVAL TOUR FINAL -RETURN TO ZERO- at LIQUIDROOM」収録曲
収録曲は全曲生演奏である。箱庭の室内楽のメンバーを中心とした演奏メンバーだったが、本作のリリースに伴って行われた東名阪ツアー「孤独と逆襲 ～てえへんだ!底辺だ～ ツアー」ではバンドメンバーが一新された。
また、同公演のライブ音源が全曲ハイレゾ音源で配信されている。後にライブ会場限定で同公演の模様を完全収録したDVDも発売された。
本作の特典DVDに収録されている下記楽曲はいずれも本作リリース当時のライブ定番曲である。当時は下記収録曲に「ナイトハイキング」を加えた6曲の中からセットリストが組まれることがほとんどで、特に「Only You」「id アイドル」は必ずと言っていいほどの頻度で披露されていた。
1. Hamidasumo!
2. スキヤキ
3. もっとも美しいもの
4. Only You
5. id アイドル

## 参加ミュージシャン
- 作曲 - ハシダカズマ(1,2)、田家大知(1)
- 作詞 - 小林愛(1,2)
- 編曲 - ハシダカズマ(1,2)
- プログラミング - ハシダカズマ(1,2)
- ギター - ハシダカズマ(1,2)、上野翔(1)
- ベース - ハシダカズマ(1)